# Janusz Pasierb
Janusz Stanisław Antoni Pasierb (ur. 7 stycznia 1929 w Lubawie, zm. 15 grudnia 1993 w Warszawie) – polski ksiądz katolicki, poeta i eseista, historyk i znawca sztuki i kultury.

## Życiorys

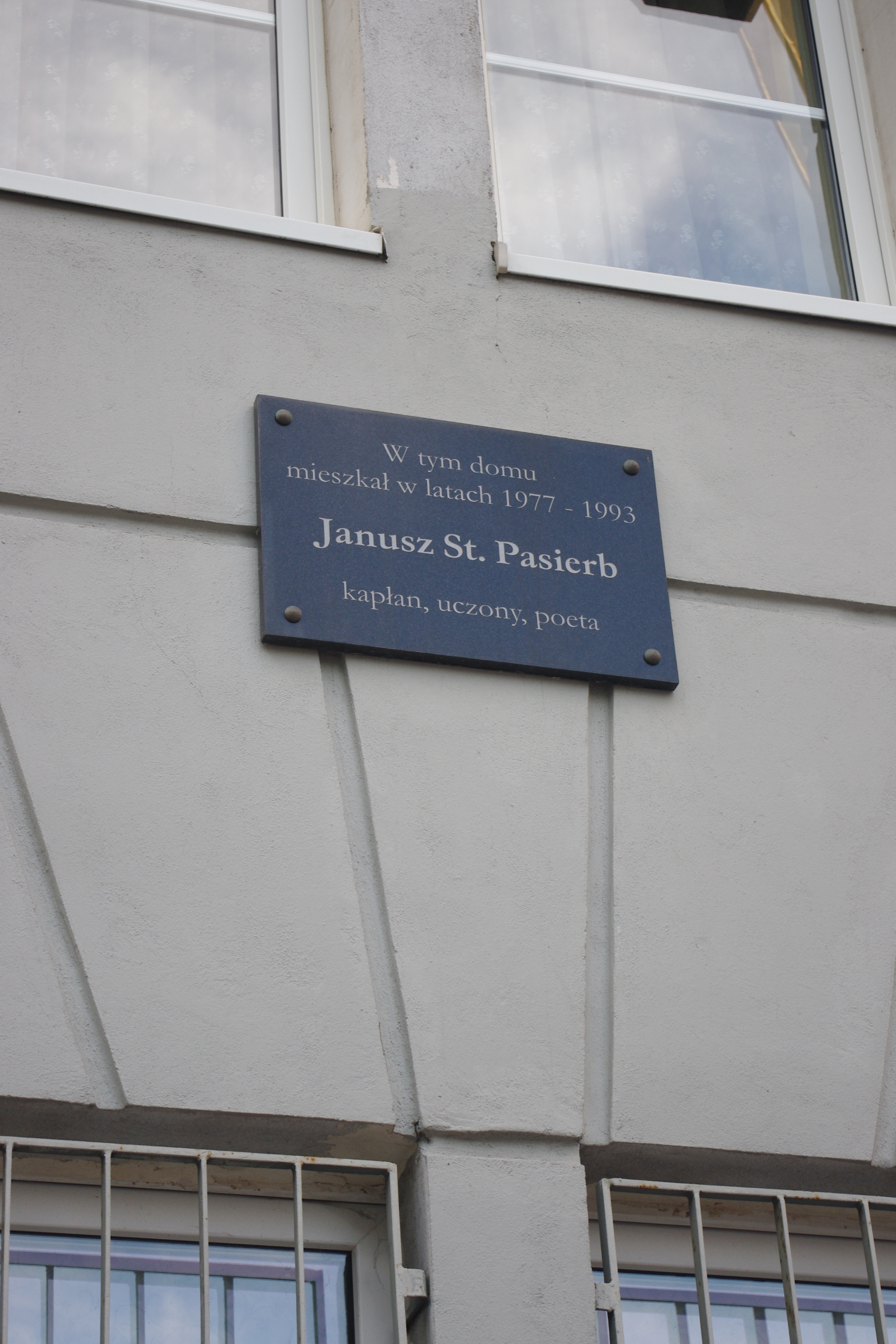
Tablica upamiętniająca poetę ks. Janusza Pasierba przy ul. Dobrej 8/10 (róg ul. Smulikowskiego) na warszawskim Powiślu

Urodził się 7 stycznia 1929 roku w Lubawie w nauczycielskiej rodzinie. Dzieciństwo spędził w Tczewie, lata okupacji w Żabnie k. Tarnowa. Po ukończeniu tczewskiego Liceum Ogólnokształcącego w 1947 r., rozpoczął studia filozoficzno-teologiczne w Wyższym Seminarium Duchownym w Pelplinie, które ukończył w 1952 r.
Po przyjęciu święceń kapłańskich pracował jako wikariusz w Grudziądzu (fara) i Redzie. Naukę kontynuował w Akademii Teologii Katolickiej w Warszawie, Uniwersytecie Jagiellońskim, Uniwersytecie Warszawskim, Papieskim Instytucie Archeologii Chrześcijańskiej w Rzymie oraz Uniwersytecie Kantonalnym we Fryburgu (sztuka kościelna, polonistyka, archeologia, historia kultury, patrologia). W 1957 r. uzyskał doktorat z teologii, w 1962 r. doktorat z archeologii, w 1964 r. habilitował się na Wydziale Historycznym UW, w 1972 r. otrzymał tytuł profesora nadzwyczajnego, w 1982 r. – profesora zwyczajnego.
Był profesorem Akademii Teologii Katolickiej oraz wykładowcą innych uczelni krajowych i zagranicznych, a także członkiem wielu stowarzyszeń naukowych w Polsce i za granicą oraz redakcji czasopism.
Związany był z parafią św. Teresy na Tamce na warszawskim Powiślu. Przez długie lata tam mieszkał, odprawiał msze i modlił się.
Jako poeta debiutował w 1972 r. na łamach „Tygodnika Powszechnego”. Wśród kilkuset publikacji, opublikował m.in. siedem tomów esejów i trzynaście zbiorów poetyckich. W 1991 r. otrzymał tytuł Honorowego Obywatela Miasta Tczewa. 
Był członkiem redakcji czasopism: „Studia Pelplińskie” (od 1968), „Studia Claromontana” (od 1981), „Nasza Przeszłość” (od 1984), „Przegląd Katolicki” (od 1988).
Zmarł 15 grudnia 1993 r. w Warszawie. Został pochowany na cmentarzu parafialnym w Pelplinie.

## Przynależność do organizacji i stowarzyszeń
Należał do wielu stowarzyszeń i organizacji, m.in. Stowarzyszenia Historyków Sztuki (od 1956), Komitetu Nauk o Sztuce PAN (od 1972), polskiego PEN Clubu (od 1975), Komisji ds. Opieki Konserwatorskiej nad Obrazem Jasnogórskim (od 1979), Instytutu Sztuki PAN (od 1981), Polskiego Komitetu Narodowego Międzynarodowej Rady Ochrony Zabytków (ICOMOS) (od 1981), Towarzystwa Naukowego Warszawskiego (od 1983), Papieskiej Międzynarodowej Akademii Mariologicznej (od 1985), Stowarzyszenia Pisarzy Polskich (od 1989), Rady Ochrony Zabytków (od 1990), Papieskiej Komisji ds. Zachowania Artystycznego i Historycznego Dziedzictwa Kościoła (od 1990), Stowarzyszenia Konserwatorów Zabytków (od 1991), Europejskiej Akademii Nauk i Sztuk (EASA) (od 1991), Europejskiego Centrum Kultury (CEC) (od 1991).

## Odznaczenia
- Złoty Krzyż Zasługi (1974)
- Złota Odznaka „Za Opiekę nad Zabytkami” (1974)
- Prałat Honorowy Jego Świątobliwości (1982)
- Medal im. B. Chrzanowskiego przyznawany przez Zrzeszenie Kaszubsko-Pomorskie (1989)
- Odznaka „Zasłużony dla Kultury Polskiej” (1989)
- Krzyż Kawalerski Orderu Odrodzenia Polski (1990)[4]

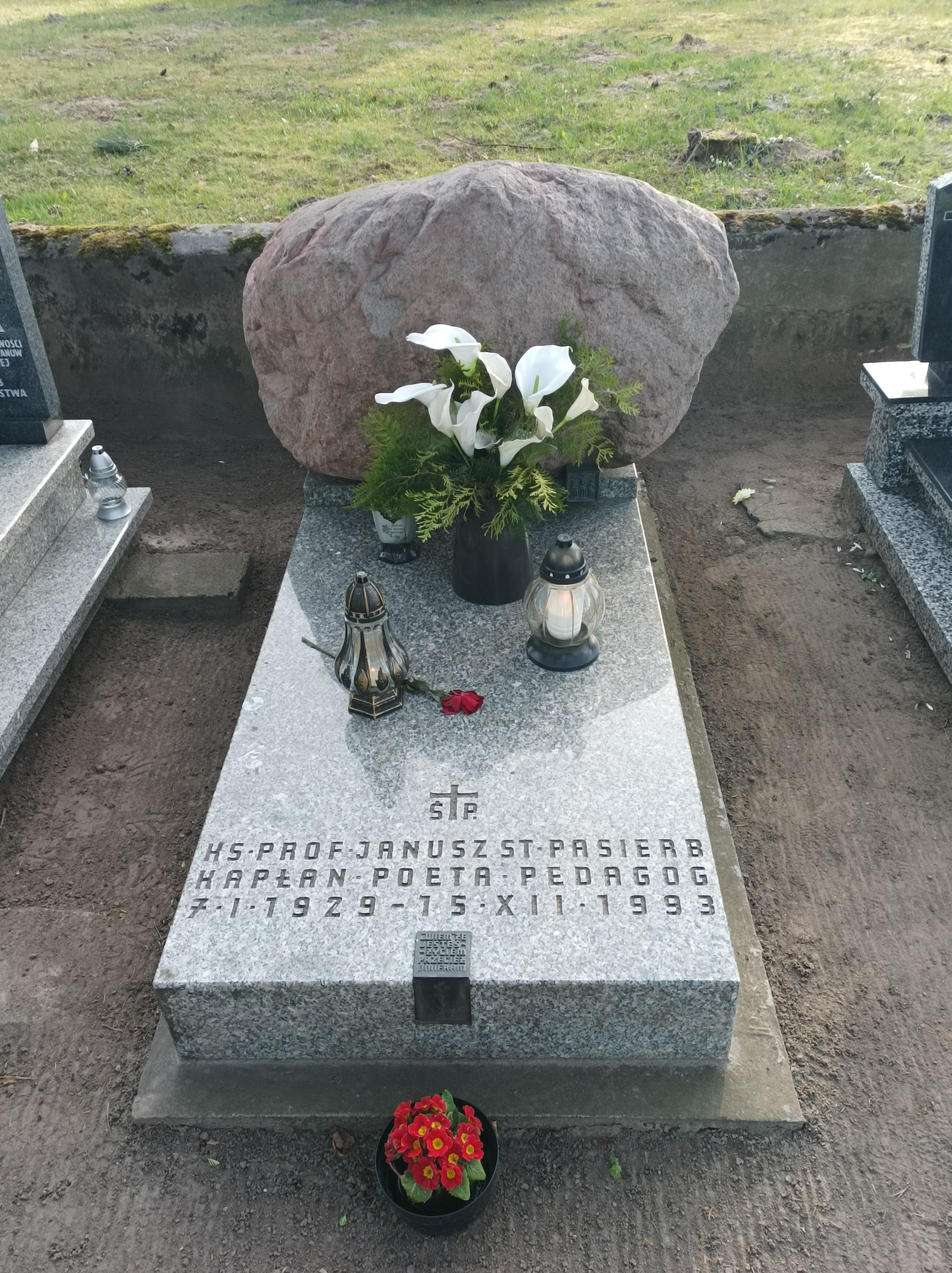
Grób ks. Janusza Pasierba w Pelplinie

## Upamiętnienie
- 1993 – 20 grudnia pochowany został na cmentarzu parafialnym w Pelplinie wśród zasłużonych kapłanów dawnej diecezji chełmińskiej. Grób zaprojektowali profesorowie Akademii Sztuk Pięknych w Warszawie Jerzy i Krystian Jarnuszkiewiczowie. Na płycie umieszczono napis: Wiem, że jesteś Życiem, przecież umieram (fragment wiersza ks. Pasierba).
- 1993 – ukazuje się publikacja pt. Sztuka XVII wieku, zawierająca materiały sesji Stowarzyszenia Historyków Sztuki, dedykowane „pamięci przyjaciela księdza profesora doktora habilitowanego Janusza Stanisława Pasierba, teologa, poety, historyka sztuki, wielkiego humanisty”.
- 1994 – 27 stycznia decyzją Rady Miejskiej jedna z ulic na os. Wincentego Witosa w Tczewie otrzymuje nazwę „ul. ks. Janusza St. Pasierba”.
- 1994 – 14 grudnia nadano Liceum Ogólnokształcącemu w Pelplinie (woj. pomorskie) imię ks. Janusza St. Pasierba.
- 1994 – 16 grudnia odsłonięcie i poświęcenie przez ks. bpa Jana Bernarda Szlagę tablicy pamiątkowej poświęconej ks. Pasierbowi w kościele pw. Podwyższenia Krzyża Świętego w Tczewie.
- 1994 – 15 grudnia odbyła się sesja pt. Ksiądz Janusz St. Pasierb, Kapłan – Poeta – człowiek nauki zorganizowana w I rocznicę śmierci przez Wyższe Seminarium Duchowne w Pelplinie.
- 1994 – 29 grudnia uchwałą Rady Miejskiej jedna z ulic Pelplina otrzymała imię ks. Janusza St. Pasierba.
- 1995 – 11 maja Stowarzyszenie Konserwatorów Zabytków ustanawia nagrodę im. ks. prof. Janusza Pasierba „Conservator Ecclesiae”, przyznawaną za wybitne dokonania w dziedzinie ochrony i konserwacji dzieł architektury i sztuki sakralnej[5].
- 1996 – z inicjatywy Rady Miejskiej Grudziądza oraz grudziądzkiego Klubu Inteligencji Katolickiej ustanowiono ogólnopolską Nagrodę Literacką im. ks. Janusza St. Pasierba pod patronatem prezydenta miasta, dla wybitnej postaci świata kultury, która w swej twórczości prezentuje te wartości, którym wierny był ks. Janusz St. Pasierb. Nagrody wręcza Kapituła pod przewodnictwem ks. Tadeusza Nowickiego. Wśród laureatów znaleźli się m.in.: Augustyn Bloch, Ernest Bryll, Anna Dymna, Maja Komorowska, Jan Pospieszalski, Stefan Stuligrosz, ks. Jan Twardowski, Barbara Wachowicz, Janusz Zakrzeński, Krzysztof Zanussi[6].
- 1996 – 11 stycznia odbyła się pierwsza edycja Konkursu Recytatorskiego Poezji i Prozy Ks. Janusza St. Pasierba w Pelplinie (od 1999 – Pomorski Konkurs Poetycki im. ks. Janusza St. Pasierba, od 2006 – Pomorski Festiwal Poetycki im. ks. Janusza St. Pasierba), w sześciu kategoriach: recytacje (od 1996), programy poetycko-muzyczne (od 1999), juwenilia poetyckie (od 1999), eseje interpretacyjne (od 2000), poezja śpiewana (od 2002) oraz pamięć o dziedzictwie kulturowym (od 2017).
- 1997 – 7 stycznia odsłonięto tablicę pamiątkową ku czci ks. Pasierba w kaplicy Aniołów Stróżów w kościele Nawiedzenia Najświętszej Maryi Panny i świętej Anny w Lubawie.[7]
- 1997 – 11–12 stycznia odbył się I Radiowy Festiwal Poezji Religijnej Rozgłośni Katolickich im. ks. Janusza St. Pasierba w Tarnowie, zorganizowany przez Radio „Dobra Nowina”, w całości poświęcony poezji ks. Pasierba.
- 1997 – ukazuje się tomik poezji ks. Piotra Mikołaja Marksa (zm. 2016) Drżąca dłoń na powitanie Boga, dedykowany ks. Pasierbowi i inspirowany jego twórczością (Tomik ten poświęcam pamięci mojego profesora i mistrza Ks. Janusza St. Pasierba –  Piotr M. Marks).
- 1998 – 9 czerwca decyzją Rady Miejskiej jedna z ulic Żabna otrzymuje imię ks. Janusza St. Pasierba.
- 1998 – 8 grudnia, z inicjatywy przyjaciół ks. Pasierba (m.in. ks. Wiesława Meringa, ks. Wiesława Niewęgłowskiego, prof. Jerzego Dymeckiego, Piotra Wojciechowskiego) oraz trzech instytucji: Wyższego Seminarium Duchowego w Pelplinie, Uniwersytetu Kardynała Stefana Wyszyńskiego oraz Duszpasterstwa Środowisk Twórczych w Warszawie, powołano Fundację im. ks. Janusza St. Pasierba, której zadaniem jest promowanie twórczości ks. Pasierba oraz utalentowanych historyków sztuki i poetów, „których twórczość jest świadectwem chrześcijańskiej inspiracji”. Prezesem Fundacji została red. Maria Wilczek. Nagrodę Fundacji otrzymali m.in.: Michał Janocha, Wojciech Wencel, Ryszard Kasperowicz, Krzysztof Koehler, Wojciech Kudyba, Jarosław Zalesiński[8].
- 1998 – powstał film o ks. Pasierbie pt. Zbyt wielkie serce, wg scenariusza Marii Wilczek i Piotra Wojciechowskiego, w reżyserii Pawła Woldana.
- 1998 – 11 grudnia Zespół Szkół Ekonomicznych w Tczewie otrzymał imię ks. Janusza St. Pasierba. W holu szkoły odsłonięto tablicę pamiątkową w formie epitafium autorstwa profesora Akademii Sztuk Pięknych w Warszawie Gustawa Zemły.
- 2000 – 12 listopada w farze Podwyższenia Krzyża Świętego w Tczewie odbyła się prapremiera oratorium w trzech częściach pt. Który jesteś na ziemi Mariusza Matuszewskiego, do słów ks. Pasierba, w wyborze i układzie tekstów Romana Landowskiego.
- 2000 – 4 września Zespołowi Szkół Zawodowych w Żabnie (woj. małopolskie) nadano imię ks. Janusza St. Pasierba.
- 2000 – 26 maja odbyła się sesja poświęcona postaci i twórczości ks. Pasierba podczas Kongresu Poezji Metafizycznej i Religijnej w Roku Wielkiego Jubileuszu, zorganizowanego w Bibliotece Śląskiej w Katowicach.
- 2001 – 13 grudnia odbyło się Sympozjum Janusz St. Pasierb – Poeta zorganizowane przez Wydział Nauk Humanistycznych Uniwersytetu Kardynała Stefana Wyszyńskiego w Warszawie z inicjatywy prof. Bernadetty Chachulskiej.
- 2002 – powstaje projekt koncertowy „Pasierb Śpiewany” z inicjatywy i w opracowaniu muzycznym Tomasza Gula z udziałem lubawskiego zespołu poezji śpiewanej Sfera Szeptów, realizowany w Lubawie w latach 2002–2006, którego owocem są trzy płyty: Rozmowa (2006), Wstępując na wzgórze (2007) i Dziękczynienie (2009).[9]
- 2003 – 13 grudnia odbyła się sesja pt. Ksiądz Janusz Stanisław Pasierb. Kapłan – poeta – humanista zorganizowana w 10. rocznicę śmierci, przez Wyższe Seminarium Duchowne w Pelplinie, pod patronatem ks. bpa Jana Bernarda Szlagi.
- 2004 – 17 stycznia odbyło się sympozjum Pasierb czytany dzisiaj, zorganizowane przez Fundację im. ks. Janusza St. Pasierba oraz Duszpasterstwo Środowisk Twórczych w Warszawie.
- 2004 – 17 grudnia odbyła się konferencja pt. O twórczości ks. Janusza St. Pasierba zorganizowana przez Instytut Filologii Polskiej Uniwersytetu Szczecińskiego pod patronatem ks. abpa Mariana Przykuckiego.
- 2005 – konferencja Ksiądz Pasierb – kapłan i poeta zorganizowana przez Wyższe Seminarium Duchowne w Lublinie pod patronatem ks. abpa Józefa Życińskiego.
- 2005 – wystawa monograficzna poświęcona życiu i twórczości zmarłego przed dwunastu laty księdza Janusza Pasierba pt. Pasierbowa Europa Ducha, zrealizowana przez Fundację im. ks. Janusza St. Pasierba i Mazowieckie Centrum Kultury i Sztuki, wg scenariusza Marii Wilczek, pokazana w kilkudziesięciu miastach Polski.
- 2006 – ukazuje się zbiór ks. Jerzego Szymika 33 wiersze przeciwko nicości dedykowany ks. Pasierbowi (Księdzu Januszowi Stanisławowi Pasierbowi z modlitwą, wdzięcznością, dedykacją –  ks. Jerzy Szymik).
- 2008 – 12 grudnia wykonano oratorium pt. Jaką radością dla Boga może być człowiek, skomponowane przez Cezarego Paciorka, podczas VII Dni Kultury Chrześcijańskiej w katedrze włocławskiej.
- 2008 – 12–13 grudnia odbyła się konferencja Jaką radością dla Boga może być człowiek zorganizowana przez Zespół Szkół Katolickich im. ks. Jana Długosza we Włocławku z okazji 15. rocznicy śmierci ks. Pasierba, w ramach VII Dni Kultury Chrześcijańskiej.
- 2008 – powstał film przedstawiający sylwetkę i dzieło księdza Pasierba w reżyserii Jakuba Cumana pt. Dobrze przeżyć jedno życie. Ksiądz Janusz St. Pasierb.
- 2008 – ukazała się księga pamiątkowa pt. Trwać oznacza ocalić dobro i piękno, dedykowana ks. Pasierbowi w 15. rocznicę śmierci, jako wyraz uznania dla trwałej wartości jego spuścizny naukowej i literackiej.
- 2009 – w marcu w Prymasowskim Wyższym Seminarium Duchownym w Gnieźnie zorganizowano spotkanie w 80. rocznicę urodzin ks. Pasierba, połączone z otwarciem wystawy In memoriam ks. prof. Janusz Stanisław Pasierb, pod patronatem abpa Henryka Muszyńskiego i uświetnione spektaklem słowno-muzycznym Jedyna nić – miłość opartym na poezji ks. Pasierba.
- 2010 – ukazała się płyta CD z piosenkami do tekstów ks. Pasierba pt. Nie czekaj na życie w wykonaniu chóru szkolnego pod dyrekcją ks. Przemysława Szulca z Zespołu Szkół Ekonomicznych im. ks. Janusza St. Pasierba w Tczewie.
- 2010 – 16 czerwca z udziałem ks. abpa Henryka Muszyńskiego odsłonięto tablicę pamiątkową umieszczoną na domu przy ul. Dobrej 8/10 w Warszawie, w którym w latach 1977–1993 mieszkał ks. Pasierb.
- 2012 – z inicjatywy dyrektora Zespołu Szkół Ekonomicznych w Tczewie powstał Pomorski Szlak ks. Pasierba prezentujący walory turystyki kulturowej miast związanych z ks. Pasierbem na trasie Lubawa – Grudziądz – Pelplin – Tczew – Gdańsk – Żarnowiec (280 km).
- 2013 – 17 listopada w kościele Świętej Katarzyny w Starogardzie Gdańskim odbyła się promocja płyty „Noli me tangere”, złożona z kompozycji Sławomira Hodunia do wierszy ks. Pasierba w wykonaniu zespołu Familia HP[10]
- 2014 – 3 czerwca powstaje Fundacja Pionowy Wymiar Kultury, która swoją nazwę zawdzięcza zbiorowi esejów ks. Pasierba o tym samym tytule i z jego pism czerpie inspirację. Fundacja została powołana do życia przez osoby związane z Uniwersytetem Mikołaja Kopernika w Toruniu. Prezesem Fundacji została doktor nauk humanistycznych, poetka i wykładowca uniwersytecki Joanna Bielska-Krawczyk.[11]
- 2016 – 24 września uroczyste otwarcie Alei ks. Janusza St. Pasierba na Powiślu w Warszawie, w Parku Karola Beyera, wiodącej od ul. Leona Kruczkowskiego do ul. Smolnej[12].
- 2017 – 13 czerwca uchwałą Rady Miejskiej jedna z ulic Redy otrzymała imię ks. Janusza St. Pasierba.
- 2017 – 28 listopada Rada Powiatu Tczewskiego ogłasza rok 2018 „Rokiem ks. Janusza St. Pasierba w Powiecie Tczewskim”.
- 2018 – 17 marca w Collegium Novum Kujawskiej Szkoły Wyższej we Włocławku zorganizowano sympozjum Ksiądz Janusz Stanisław Pasierb – zanurzony w Bogu, sztuce i poezji. 25 lat po śmierci[13].
- 2018 – 24-25 września w Zespole Szkół Ekonomicznych im. ks. Janusza St. Pasierba w Tczewie zorganizowano konferencję popularnonaukową nt.: „Ks. Pasierb: Homo viator – człowiek wędrowiec żyje w każdym z nas”, z udziałem znawców twórczości poety, m.in.: prof. Edwarda Jakiela, prof. Tomasza Tomasika, prof. Anety Lewińskiej, ks. Franciszka Kameckiego, dr Agnieszki Laddach[14].
- 2018 – 24 listopada w Bibliotece Diecezjalnej w Pelplinie odbyła się konferencja popularnonaukowa nt. „Janusz St. Pasierb – twórca kultury i nauki Pomorza, Polski i Europy”, w której udział wzięli uczniowie ks. Pasierba oraz znawcy jego twórczości: bp Michał Janocha, bp Wiesław Mering, ks. Jan Sochoń, dr Agnieszka Laddach, prof. Tomasz Tomasik, ks. Wincenty Pytlik, red. Maria Wilczek, mgr Bogdan Wiśniewski[15].
- 28 lutego 2018, na XLII zwyczajnej sesji Rady Miasta Lubawa, podjęto uchwałę o nadaniu nazwy ks. Janusza Stanisława Pasierba nowo powstałej ulicy. Dopuszcza się stosowanie skrótu – ks. Janusza St. Pasierba[16].

## Twórczość

### Poezja
- Kategoria przestrzeni, Warszawa: Czytelnik, 1978; Pelplin: Bernardinum, 2007.
- Things ultimate and other poems. Rzeczy ostatnie i inne wiersze, Londyn: Poets’ and Painters, 1980; Pelplin: Bernardinum, 2001.
- Zdejmowanie pieczęci, Warszawa: Czytelnik, 1982; Pelplin: Bernardinum, 2006.
- Wiersze religijne, Poznań: Pallottinum, 1983.
- Czarna skrzynka, Warszawa: Czytelnik, 1985; Pelplin: Bernardinum, 2006.
- Koziorożec, Warszawa: Czytelnik, 1988; Pelplin: Bernardinum, 2007.
- Wiersze wybrane, Warszawa: Wydawnictwo Archidiecezji Warszawskiej, 1988.
- Wnętrze dłoni, Łódź: Wydawnictwo Łódzkie, 1988.
- Doświadczanie ziemi, Kraków: Znak, 1989; Pelplin: Bernardinum, 2010.
- Morze, obłok i kamień, Kraków 1992; Pelplin: Bernardinum, 2001.
- Ten i tamten brzeg, Warszawa: Tikkun, 1993; Pelplin: Bernardinum, 2001.
- Puste Łąki, Warszawa: Palabra, 1994; Pelplin: Bernardinum, 2001.
- Butelka lejdejska, Warszawa: Czytelnik, 1995; Pelplin: Bernardinum, 2003.
- Po walce z aniołem, Warszawa: Pax, 1996.
- Poezje wybrane, Warszawa: Ludowa Spółdzielnia Wydawnicza, 1998.
- Wierzę, Pelplin: Bernardinum, 1998, 2013.
- Liturgia serca, Warszawa: Wydawnictwo Uniwersytetu Kardynała Stefana Wyszyńskiego, 2002.
- Haiku żarnowieckie, Pelplin: Bernardinum, 2003.
- Wiem, że jesteś Życiem, Lublin: Gaudium, 2008.
- W rytmie dnia i pór roku, Tczew: Zespół Szkół Ekonomicznych; Pelplin: Bernardinum, 2012.
- Poeta jest twoim bratem, Pelplin: Bernardinum, 2014.
- Blask cienia, Lublin: Norbertinum, 2016.
- Takie niemożliwe piękno. Ekfrazy, Tczew: Zespół Szkół Ekonomicznych, 2018.

### Eseistyka
- Czas otwarty, Poznań: Pallottinum, 1972, 1974; Pelplin: Bernardinum, 1992.
- Miasto na górze, Kraków: Znak, 1973; Pelplin: Bernardinum, 2000.
- Szkice o kulturze, Pelplin: Zakład Małej Polografii, 1982.
- Światło i sól, Paryż: Editions du Dialogue, 1982.
- Pionowy wymiar kultury, Kraków: Znak, 1983.
- Gałęzie i liście, Poznań: Pallottinum, 1985; Pelplin: Bernardinum, 1993, 2002.
- Skrzyżowanie dróg, Poznań: Pallottinum, 1989; Pelplin: Bernardinum, 1994, 2002.
- Obrót rzeczy, Poznań: Pallottinum, 1993; Pelplin: Bernardinum, 2002.
- W perspektywie kultury, Wrocław: Silesia, 1994.
- Katedra symbol Europy. La cathedrale Europe, Pelplin: Bernardinum, 2003.
- Katedra symbol Europy. Die Kathedrale als Symbol Europas, Pelplin: Bernardinum,.2004.
- Ziemia Święta, Pelplin: Bernardinum, 2010.
- Na początku była kultura, Katowice: Księgarnia św. Jacka, 2013.

### Książki o sztuce
- Ochrona zabytków sztuki kościelnej, Warszawa: Towarzystwo Opieki nad Zabytkami, 1968, 1995, 2001; Poznań: Pallottinum, 1971.
- Człowiek i jego świat w sztuce religijnej renesansu, Warszawa: Wydawnictwo ATK; 1969; Pelplin: Bernardinum, 1999.
- Malarz gdański Herman Han, Warszawa: Państwowe Wydawnictwo Naukowe, 1974.
- Pelplin, Wrocław: Zakład Narodowy im. Ossolińskich, 1978 (współautor: Janusz Ciemnołoński).
- Skarby Jasnej Góry, Warszawa: Interpress, 1981, 1985, 1987 1989, 1991, 1997.
- Katedra w Pelplinie, Gdynia 1973; Pelplin: Bernardinum, 1982, 1993, 2005.
- Pelplin i jego zabytki, Warszawa: Interpress; Pelplin: Bernardinum, 1993.
- Polonica artystyczne w zbiorach watykańskich, Warszawa: Wydawnictwo Krupski i S-ka, 1999, 2002 (współautor: ks. Michał Janocha).

### Inne
- O Albercie Schweitzerze – człowieku i myślicielu, Pelplin 1950 [maszynopis].
- Od kaznodziejstwa do homilii, Pelplin: Zakład Małej Poligrafii, 1984.
- Myśli, wybór i oprac. Zdzisław Czyż, Tczew: Zespół Szkół Ekonomicznych im. ks. Janusza St. Pasierba, 2003.
- Zgubiona drachma. Dialogi z pisarzami, Warszawa: Towarzystwo „Więź”, 2006.
- On przetarł nam jasny szlak. Księdza Janusza St. Pasierba spotkania z Janem Pawłem II, red. Maria Wilczek, Mirosław Kreczmański, Warszawa: Fundacja im. ks. Janusza St. Pasierba, 2014.

### Prace redakcyjne
- Młode Życie. Pismo młodzieży szkół średnich, Tczew 1946 (dwutygodnik).
- Ikonografia nowożytnej sztuki kościelnej w Polsce, t. 1-2, Warszawa: Akademia Teologii Katolickiej, 1987.

## Publikacje o ks. Pasierbie

### Biobibliografie
- Prace ks. J. St. Pasierba, [w:] XX lat Akademii Teologii Katolickiej. Księga pamiątkowa 1954–1974, pod red. Hieronima Eugeniusza Wyczawskiego, Warszawa: Akademia Teologii Katolickiej, 1976, s. 168–171.
- Henryk Mross, Materiały do bibliografii osobowej pracowników naukowo-dydaktycznych Wyższego Seminarium Duchownego w Pelplinie, „Studia Pelplińskie” 1977, s. 355–394.
- Józef Mandziuk, Bibliografia prac ks. prof. dra hab. Janusza Stanisława Pasierba, „Saeculum Christianum” nr 1, s. 29–42.
- Henryk Mross, Publikacje Księdza Profesora Janusza St. Pasierba, [w:] Pomorskie drogi ks. Janusza Pasierba, pod red. B. Wiśniewskiego, Pelplin: Bernardinum, 1994, s. 327–356.
- Józef Mandziuk, Pasierb Janusz Stanisław, [w:] Słownik polskich teologów katolickich 1981–1993, t. 8, Warszawa: Akademia Teologii Katolickiej, 1995, s. 429–440.
- Henryk Mross, Pracownicy naukowo-dydaktyczni WSD. Pelplin 1939-96. Słownik biobibliograficzny, Pelplin: Bernardinum, 1997, s. 184–197.
- Tadeusz Oracki, Pasierb Janusz Stanisław, [w:] Słownik biograficzny Pomorza Nadwiślańskiego. Suplement II, pod red. Zbigniewa Nowaka, Gdańsk: Gdańskie Towarzystwo Naukowe, 2002, s. 204–205.
- Barbara Marzęcka, Pasierb Janusz Stanisław, [w:] Współcześni polscy pisarze i badacze literatury. Słownik biobibliograficzny, pod red. Jadwigi Czachowskiej i Alicji Szałagan, Warszawa: Instytut Badań Literackich PAN; t. 6, 1999, s. 264–267; t. 10, 2007, s. 666–668.
- Jerzy Kowalczyk, Publikacje o sztuce ks. Janusza Pasierba, „Biuletyn Historii Sztuki” 2004, nr 3-4, s. 420–425.
- Sławomir Szymański, Nagroda im. ks. prof. Janusza Pasierba, [w:] Kalendarz Grudziądzki 2004, Grudziądz: Grudziądzkie Towarzystwo Kultury, 2003, s. 141–146.
- Tomasz Tomasik, Na skrzyżowaniu dróg, Pelplin: Bernardinum, 2004, s. 261–284.
- Wojciech Kudyba, Rana, która przyzywa Boga, Lublin 2006, s. 267–283.
- Trwać oznacza ocalić dobro i piękno. Pamięci księdza Janusza St. Pasierba w 15. rocznicę śmierci, red. Maria Wilczek, Pelplin: Bernardinum, 2008, s. 531–566.
- Ryszard Byner, Janusz St. Pasierb – człowiek renesansu, [w:] Kalendarz Grudziądzki 2009, Grudziądz: Grudziądzkie Towarzystwo Kultury, 2008, s. 163–167.
- Ewa Wiorko, Pasierb Janusz Stanisław, [w:] Encyklopedia katolicka, t. 14, Lublin: TN KUL, 2010, łamy 1429-1431.
- Piotr Koprowski, Między sacrum i profanum, Pelplin: Bernardinum, 2015, s. 419–468.
- Małgorzata Peroń, Plastyczna mapa świata. Poezja ks. Janusza S. Pasierba wobec sztuk wizualnych, Wydawnictwo KUL, Lublin 2015. s. 282.

### Publikacje książkowe
- Pomorskie drogi ks. Janusza Pasierba, red. Bogdan Wiśniewski, Pelplin: Bernardinum, 1994, 1998.
- Wstępujący na wzgórze, red. Maria Wilczek, Pelplin: Bernardinum, 1995, 1996, 2000, 2011.
- Ksiądz Janusz St. Pasierb – kapłan, poeta, człowiek nauki. Materiały z sesji w pierwszą rocznicę śmierci, Pelplin: Bernardinum, 1995.
- Zachować żywe piękno. Pierwszy Radiowy Festiwal Poezji Religijnej Rozgłośni Katolickich im. Ks. Janusza St. Pasierba, red. Jerzy Smoleń, Tarnów: Biblos, 1997.
- Tadeusz Linkner, W misji słowa. Twardowski, Pasierb, Damrot, Św. Wojciech, Pelplin: Bernardinum, 1998.
- Ks. Prof. Janusz St. Pasierb w Żabnie, Żabno: Zespół Szkół Zawodowych, 2000.
- Aleksandra Pethe, Poeta czasu otwartego. O wierszach ks. Janusza Stanisława Pasierba, Katowice: Biblioteka Śląska, 2000.
- Zdzisław Czyż, Ks. Janusz St. Pasierb w anegdocie, Tczew: Zespół Szkół Ekonomicznych im. ks. Janusza St. Pasierba, 2001.
- Janusz St. Pasierb – poeta, red. Bernadetta Kuczera-Chachulska, Małgorzata Łukaszuk, Maria Prussak, Warszawa: Wyd. Uniwersytetu Kardynała Stefana Wyszyńskiego, 2003.
- Małgorzata Borkowska, Modlitwa, słowo i sztuka w poezji ks. Janusza St. Pasierba, Lublin: Towarzystwo Naukowe KUL, 2003.
- Ksiądz Janusz Stanisław Pasierb, kapłan – poeta – humanista. Materiały z sesji zorganizowanej w dziesiątą rocznicę śmierci, Pelplin: Bernardinum, 2004.
- Tomasz Tomasik, Na skrzyżowaniu dróg. O poezji Janusza St. Pasierba, Pelplin: Bernardinum, 2004.
- Ewa Sykuła, Pasja według Pasierba, Lublin: Wydawnictwo KUL, 2004.
- Bogdan Wiśniewski, Poetyckie spotkania z księdzem Januszem St. Pasierbem. Pomorski Konkurs Poetycki im. ks. Janusza St. Pasierba, Pelplin: Bernardinum, 2005.
- Wojciech Kudyba, Rana, która przyzywa Boga. O twórczości poetyckiej Janusza St. Pasierba, Lublin: Towarzystwo Naukowe Katolickiego Uniwersytetu Lubelskiego Jana Pawła II; Nowy Targ: Podhalańska Państwowa Szkoła Zawodowa, 2006.
- Szkice o twórczości Janusza St. Pasierba, red. Robert Cieślak, Piotr Urbański, Szczecin: Wydawnictwo Naukowe Uniwersytetu Szczecińskiego, 2006.
- Anna Stempka, Tradycja religijna w poezji Jana Twardowskiego i Janusza St. Pasierba, Bydgoszcz: Wydawnictwo Uniwersytetu Kazimierza Wielkiego, 2006.
- Trwać oznacza ocalić dobro i piękno. Pamięci księdza Janusza St. Pasierba w 15. rocznicę śmierci, red. Maria Wilczek, Pelplin: Bernardinum, 2008.
- VII Dni Kultury Chrześcijańskiej – „jaką radością dla Boga może być człowiek” (Janusz St. Pasierb). Materiały z obchodów uroczystości 15. rocznicy śmierci Księdza Profesora Janusza Pasierba zorganizowanej przez Zespół Szkół Katolickich im. ks. Jana Długosza we Włocławku, red. Jacek Kędzierski, Włocławek: Agencja Reklamowa Top, 2009.
- Zdzisław Czyż, Ks. Janusz Stanisław Pasierb nasz Patron, Tczew: Zespół Szkół Ekonomicznych im. ks. Janusza St. Pasierba; Pelplin: Bernardinum, 2009.
- Wojciech Korzeniak, Wychowawcza funkcja kultury według ks. Janusza Pasierba, Pelplin: Bernardinum, 2009.
- Aleksandra Pethe, Ars, fides et ratio. Esej teologiczny? (Tischner, Pasierb, Szymik), Siedlce: Wydawnictwo Uniwersytetu Przyrodniczo-Humanistycznego, 2012.
- Maria Wilczek, Ksiądz Janusz Pasierb. Szkic do portretu, Pelplin: Bernardinum, 2013.
- Łukasz Wisiecki, Kim jestem? Ks. Janusz St. Pasierb o tożsamości człowieka, Pelplin: Bernardinum, 2013.
- Jolanta Kowalewska-Dąbrowska, Tekst poetycki jako przedmiot badań lingwistycznych. Teoria i praktyka w kontekście semantycznych interpretacji utworów poetyckich Janusza Pasierba oraz Anny Kamieńskiej, Pelplin: Bernardinum, 2013.
- Krzysztof Kranicki, Poezja doświadczania sacrum. Wokół twórczości poetyckiej Janusza S. Pasierba, Gdańsk: Wydawnictwo Uniwersytetu Gdańskiego, 2014.
- Magdalena Ochwat, Poezja paradoksów – paradoksy w poezji. Poetycka teologia Jana Twardowskiego, Janusza Stanisława Pasierba, Wacława Oszajcy, Katowice: Wydawnictwo Uniwersytetu Śląskiego, 2014.
- Pióro na wodzie. Eseje o ks. Januszu St. Pasierbie i studia z ikonografii dedykowane Jego pamięci, red. Anna Sylwia Czyż, Krystyna Moison-Jabłońska, Warszawa: Stowarzyszenie Historyków Sztuki, 2015.
- Ksiądz Janusz Stanisław Pasierb człowiek dialogu, red. Bogdan Wiśniewski, Pelplin: Bernardinum, 2015, 2016.
- Piotr Koprowski, Między sacrum i profanum. Biografia intelektualna Janusza Stanisława Pasierba, Pelplin: Bernardinum, 2015.
- Małgorzata Peroń, Plastyczna mapa świata. Poezja ks. Janusza S. Pasierba wobec sztuk wizualnych, Lublin: Wydawnictwo KUL, 2015.
- Ksiądz Janusz St. Pasierb twórca w przestrzeni kultury, red. Jerzy Cisewski, Tczew: Zespół Szkół Ekonomicznych im. ks. Janusza St. Pasierba; Pelplin: Bernardinum, 2016.
- Joanna Bielska-Krawczyk, Kultura według Pasierba, Warszawa: Fundacja Pionowy Wymiar Kultury,  2017.
- Jolanta Sławek, Poetyckie żywioły sacrum. Obrazy świętości w utworach Janusza Stanisława Pasierba, Karola Wojtyły/Jana Pawła II, Anny Kamieńskiej i Zbigniewa Jankowskiego, Poznań: Wydawnictwo Naukowe Uniwersytetu im. Adama Mickiewicza, 2018.
- Elżbieta Ewa Grzybowska, Kairos – Kyrios. Człowiek i jego czas w eseistyce Janusza Stanisława Pasierba, Płock: Płocki Instytut Wydawniczy, 2018.